# Phaedrotoma biroica
Phaedrotoma biroica är en stekelart som först beskrevs av Fischer och Ahmet Beyarslan 2005.  Phaedrotoma biroica ingår i släktet Phaedrotoma och familjen bracksteklar. Inga underarter finns listade i Catalogue of Life.